# Admiraliteitsraad (marine)
De Admiraliteitsraad (soms kortweg Admiraliteit) is het hoogste overlegorgaan van de Koninklijke Marine. In 1945 kwam deze raad voor het eerst bijeen. Tot september 2005 kwam de raad bijeen in Den Haag, op 23 augustus 2005 werd de zetel officieel verplaatst naar de Nieuwe Haven in Den Helder.
In de loop der jaren is de samenstelling enkele malen veranderd. De politieke aanwezigheid in de raad (eerst nog met de Minister van Marine, later de Staatssecretaris van Marine) verdween in het begin van de jaren zeventig.
Tegenwoordig bestaat de Admiraliteitsraad uit de Commandant Zeestrijdkrachten, de plaatsvervangend commandant, de Directeur Operaties, de Directeur Planning en Control, de Directeur Operationele Ondersteuning en de Commandant der Zeemacht in het Caraïbisch Gebied.
De Nederlanden kenden al een Admiraliteitsraad in de vijftiende eeuw. In de zestiende eeuw kreeg de Republiek der Zeven Verenigde Nederlanden zeven admiraliteiten, bestuurd door admiraliteitscolleges die ook wel admiraliteitsraden werden genoemd. Bij de instelling van het Verenigd Koninkrijk der Nederlanden in 1815 kwam er één Koninklijke Marine, bestuurd vanuit het Ministerie van Marine in Den Haag, met verschillende hoofddirecties in de havensteden.
Eind negentiende eeuw kwam er in plaats van de verschillende hoofddirecties één marinestaf in Den Haag. Na de Tweede Wereldoorlog werd de historische term Admiraliteitsraad weer gebruikt voor het overlegcollege dat de grote lijnen van het marinebeleid uitzet.